# Tectona (entreprise)
Pour les articles homonymes, voir Tectona.
 (mai 2011).
Si vous disposez d'ouvrages ou d'articles de référence ou si vous connaissez des sites web de qualité traitant du thème abordé ici, merci de compléter l'article en donnant les références utiles à sa vérifiabilité et en les liant à la section « Notes et références ».
Tectona est une entreprise française, créée en 1977, qui conçoit et commercialise du mobilier d'extérieur.

## Historique
En 1977, Tectona naît dans l'objectif de faire redécouvrir à la France la vie à l'extérieur ; l'offre mobilier d'extérieur demeurant inchangée depuis de nombreuses années. Tectona s'inspire, dans un premier temps, de modèles britanniques en teck ayant fait leurs preuves depuis des décennies dans les parcs et jardins privés ou publics outre-Manche. Puis au fil des ans, l'éventail des matériaux s'ouvre : au teck, s'ajoute le bois peint, la résine tissée, le fer forgé puis l'aluminium laqué.
L'identité de Tectona trouve aujourd'hui une expression inédite avec l'intervention de designers auxquels Tectona a confié le soin de renouveler le répertoire de ses formes. Ces collaborations remontent à 1992 avec l'édition du banc dessiné par Andrée Putman pour le CAPC Musée d'Art Contemporain de Bordeaux. En 2008, Ronan & Erwan Bouroullec revisitent la conception d'un salon de piscine. En 2010, Normal Studio porte un regard nouveau sur l'utilisation de meubles du quotidien à travers un dessin simple et précis. La table Ladybird dessinée par Normal Studio est exposée aux Arts Décoratifs.

## Implantations
La société est établie à Paris, Doudeville, Lyon et Saint Rémy de Provence.

## Ouverture à l'international
Après la France et la Suisse (1992), le premier marché international choisi par Tectona est l'Europe du Sud – l'Espagne et l'Italie –, avec l'ouverture de boutiques à Madrid (2002), trois ans plus tard à Milan et récemment à Rome (2010). Aujourd'hui, le catalogue de vente, traduit en 5 langues, est distribué dans le monde entier et relayé par la participation aux grands salons du meuble à Milan et Paris, mais aussi dans le Sud de la France et en Belgique. Les meubles Tectona ont notamment été choisis par des références prestigieuses : L'Elysée, Le Château de Versailles, Le Château de Chambord, Le Palais de la Zarzuela, Le Musée du Louvre, Le Musée Rodin, Le Musée National Suisse...

## Les produits et les designers Tectona
- Alumi (2013), Industrial Facility (Sam Hecht)
- Deauville (2012), de Barber&Osgerby
- Tatami (2012), d'Adrien Rovero
- Ladybird (2011), de Normal Studio
- Fatback (2010), de Nendo
- Delta (2009), de Inga Sempé[4]
- Pebble (2008), de Ronan & Erwan Bouroullec
- Tennis[5] (2007) et Grandiflora (2010), de Pierre Charpin